# Orobi
Orobi, Oromobi ali Orumbovi so bili keltsko-ligursko ljudstvo, v železni dobi  naseljeno v okolici sedanjega Coma in Bergama v severni Italiji.

## Ime
Orobe kot Orobii omenja Katon Starejši v zgodnjem 2. stoletju pr. n. št.
Ime Orobii bi se lahko pojasnilo z galsko besedo  orbioi (edn. orbios) ki pomeni dediči, nasledniki. Ime je primerljivo z ženskima oblikama Orobia in Urbia (prej Orbia),  ki sa starodavni imeni reke Orge in potoka Orge, zdaj Orb.
Nekateri klasični pisci, na primer Plinij starejši, so menili, da je njihovo ime grškega izvora in sledi etimologiji iz grškega Orōn bion (Ορων βιον).

## Geografija
Orobi so prebivali med sodobnima mestoma Como in Bergamo. Del njihovega vplivnega področja so bili Sotoceneri.
Ozemlje Orobov je na jugu mejilo na Galianate, Bromanenze in Aneziate, na zahodu na Subinate in Avsukijate, na vzhodu na Genanate, Trumpline in Kamune in na severu na Anevnijate.

## Zgodovina
Sodobni arheologi in jezikoslovci gledajo na Orobe kot na keltizirane Ligure ali Kelto-Ligure, ki so nastali po prihodu keltskih priseljencev iz Porenja in Podonavja   pred galsko invazijo v 4. stoletju pr. n. št.
Plinij starejši jim pripisuje ustanovitev mest  Como, Bergamo, Licini Forum in Parra.

## Kultura
Orobi so skupaj z Leponti in Insubri povezani z arheološko golaseško kulturo.